# Konoșivka, Bobrovîțea
Konoșivka (în ucraineană Коношівка) este un sat în comuna Rudkivka din raionul Bobrovîțea, regiunea Cernihiv, Ucraina.

## Demografie
Componența lingvistică a localității Konoșivka
     Ucraineană (100%)
Conform recensământului din 2001, toată populația localității Konoșivka era vorbitoare de ucraineană (100%).